# Volkswagen Polo G40
O Polo G40 é um automóvel fabricado pela Volkswagen. Foi produzido de 1987 a 1994.
Embora esta versão do Polo tenha sido baseada num design já com nove anos quando foi lançada, foi bastante vendida em algumas partes da Europa, onde uma grande percentagem desses carros ainda circulam com uma inesperada frequência, mesmo tantos anos após o último exemplar ter sido vendido.
Seu motor é de 1.300cc e 115 cv de potência, graças a um compressor volumétrico. 